# 扎米亚内村委员会
扎米亚内村委员会（俄语：Замьянский сельсовет）是俄罗斯联邦阿斯特拉罕州叶诺塔耶夫卡区所属的一个村委员会。其下辖有3个居民点，行政中心为扎米亚内。据2015年统计，该村委员会的人口为1993人。